# Saison 2 de X-Files : Aux frontières du réel
Chronologie
Saison 1 Saison 3
Cet article présente le guide des épisodes de la deuxième saison de la série télévisée américaine X-Files : Aux frontières du réel.

## Production
La saison 2 de The X-Files propulse la série dans la catégorie des valeurs sûres du petit écran. Encensée par la presse, lauréate du Golden Globe de la meilleure série télévisée dramatique, la série obtient une visibilité auprès du grand public. Le succès de la série permet à l’équipe de Chris Carter de travailler avec le FBI, jusque-là réticent à lui ouvrir ses portes. L'équipe de production double de volume. Certains épisodes, devenus de vrais mini-films, nécessitent plusieurs unités de tournage et les scénarios sollicitent toute l'intelligence des spectateurs. La grossesse de Gillian Anderson offre l'occasion d'une bifurcation sans retour : la mythologie, un fil rouge novateur, naît de la tentative d'exploiter le potentiel de son absence forcée. Désormais, le tiers des histoires formeront un puzzle complexe et haletant, une énorme toile globale que seule la fidélité du fan de la série permet de comprendre.
Le retour de Rob Bowman derrière la caméra et les premiers scripts de Frank Spotnitz se conjuguent pour annoncer la nouvelle donne : la série va peu à peu s'avérer indissociable de sa mythologie. La saison, suivie chaque semaine par en moyenne 14,5 millions de téléspectateurs aux États-Unis, s'achève par l'épisode Anasazi sur un cliffhanger.

## Distribution

### Acteurs principaux
- David Duchovny (VF: Georges Caudron) : l'agent spécial Fox Mulder
- Gillian Anderson (VF: Caroline Beaune) : l'agent spécial Dana Scully

### Acteurs récurrents
- Mitch Pileggi (VF : Jacques Albaret) : le directeur-adjoint Walter Skinner (9 épisodes)
- Steven Williams (VF : Denis Savignat) : Monsieur X (7 épisodes)
- William B. Davis (VF : Jacques Brunet) : L'homme à la cigarette (6 épisodes)
- Nicholas Lea : Alex Krycek (4 épisodes)
- Tom Braidwood : Melvin Frohike (4 épisodes)
- Bruce Harwood : John Fitzgerald Byers (4 épisodes)
- Dean Haglund : Richard Langly (3 épisodes)
- Peter Donat : William Mulder (3 épisodes)
- Sheila Larken : Margaret Scully (2 épisodes)
- Megan Leitch : Samantha Mulder (2 épisodes)
- Steve Railsback : Duane Barry (2 épisodes)
- Brian Thompson : le chasseur de primes extraterrestre (2 épisodes)

## Liste des épisodes

### Épisode 1:Les Petits Hommes verts
- États-Unis : 16 septembre 1994 sur FOX
- France : 11 août 1995 sur M6

- États-Unis : 16,1 millions de téléspectateurs (première diffusion)

- Mitch Pileggi : Walter Skinner
- William B. Davis : L'homme à la cigarette
- Raymond J. Barry : le sénateur Matheson
- Mike Gomez : Jorge Conception
- Vanessa Morley : Samantha Mulder à 8 ans
- Marcus Turner : Fox Mulder à 12 ans
- Les Carlson : Dr. Troisky
- Fulvio Cecere : l'aide
- Deryl Hayes : l'agent Morris
- Dwight Mcfee : le commandeur
- Lisa Anne Beley : l'étudiante
- Gary Hetherington : Lewin
- Bob Wilde : Rand

### Épisode 2:L'Hôte
- États-Unis : 23 septembre 1994 sur FOX
- France : 18 août 1995 sur M6

- États-Unis : 15,9 millions de téléspectateurs (première diffusion)

- Mitch Pileggi : Walter Skinner
- Steven Williams : Monsieur X
- Darin Morgan : la créature
- Freddy Andreiuci : l'inspecteur Norman
- Don Mackay : Charlie
- Gabrielle Rose : Dr. Zenzola
- Marc Bauer : l'agent Brisentine
- Matthew Bennett : le premier ouvrier
- Hrothgar Matthews : l'homme au téléphone
- Ron Sauve : le contremaître
- Dmitri Boudrine : l'ingénieur russe
- Raoul Ganee : Dimitri
- William Macdonald : le marshal

### Épisode 3:Mauvais Sang
- États-Unis : 30 septembre 1994 sur FOX
- France : 25 août 1995 sur M6

- États-Unis : 14,8 millions de téléspectateurs (première diffusion)

- Tom Braidwood : Melvin Frohike
- Bruce Harwood : John Fitzgerald Byers
- Dean Haglund : Richard Langly
- William Sanderson : Ed Funsch
- John Cygan : le shérif Spencer
- George Touliatos : Larry Winter
- Kimberly Patton : Bonnie McRoberts
- John Harris : Taber
- Gerry Rousseau : le mécanicien
- William Mackenzie : le conducteur du bus
- Diana Stevan : Mme Adams
- David Fredericks : le gardien de sécurité
- Kathleen Duborg : la mère
- Andre Daniels : Harry

### Épisode 4:Insomnies
- États-Unis : 7 octobre 1994 sur FOX
- France : 1er septembre 1995 sur M6

- États-Unis : 13,4 millions de téléspectateurs (première diffusion)

- Mitch Pileggi : Walter Skinner
- Steven Williams : Monsieur X
- William B. Davis : L'homme à la cigarette
- Nicholas Lea : Alex Krycek
- Mitchell Kosterman : inspecteur Horton
- Don Thompson : Henry Willig
- David Adams : Dr. Girardi
- Michael Puttonen : Dr. Pilsson
- Anna Hagan : Dr. Charyn
- Paul Bittante : lieutenant Reagan
- Claude de Martino : Dr. Grissom
- Jon Gries : Salvatore Matola
- Tony Todd : Augustus Cole

### Épisode 5:Duane Barry,1repartie
- États-Unis : 14 octobre 1994 sur FOX
- France : 8 septembre 1995 sur M6

- États-Unis : 13,9 millions de téléspectateurs (première diffusion)

- Steve Railsback : Duane Barry
- CCH Pounder : l'agent Kazdin
- Nicholas Lea : Alex Krycek
- Frank C. Turner : Dr. Hakkie
- Stephen E. Miller : le commandant de l'équipe tactique
- Fred Henderson : l'agent Rich
- Barbara Pollard : Gwen
- Sarah Strange : Kimberly
- Robert Lewis : l'officier
- John Sampson : un sniper
- Michael Dobson : un sniper
- Tosca Baggoo : employé de bureau
- Prince Maryland : l'agent Janus
- Tim Dixon : Bob

### Épisode 6:Duane Barry,2epartie
- États-Unis : 21 octobre 1994 sur FOX
- France : 15 septembre 1995 sur M6

- États-Unis : 15,5 millions de téléspectateurs (première diffusion)

- Steve Railsback : Duane Barry
- Mitch Pileggi : Walter Skinner
- Steven Williams : Monsieur X
- William B. Davis  : l'homme à la cigarette
- Nicholas Lea : Alex Krycek
- Sheila Larken : Margaret Scully
- Merideth Bain Woodward : Dr. Ruth Slaughter
- Peter Lacroix : Dwight
- Steve Makaj : l'agent de police
- Peter Lapres : le technicien vidéo
- Bobby L. Stewart : le député

- C'est l'acteur lui-même qui a réalisé la cascade sur le toit du téléphérique, mettant sa propre vie en danger. En effet, d'après Chris Carter, « David aime réaliser ses propres cascades ». Il avoue d'ailleurs que ce jour-là, toute l'équipe « a eu très peur »[2],[3].
- La tagline change : Deny Everything (« Niez en bloc »).
- Après l'épisode du téléphérique, on peut entendre les noms de Mitch Pileggi et Chris Carter (condamnés à 18 mois de prison et 100 000 $ d'amende) à la radio.

### Épisode 7:Les Vampires
- États-Unis : 4 novembre 1994 sur FOX
- France : 22 septembre 1995 sur M6

- États-Unis : 15 millions de téléspectateurs (première diffusion)

- Perrey Reeves : Kristen Kilar
- Frank Military : le fils / Franck / John
- Gustavo Moreno : le père
- Justina Vail : la face cachée du Saint Esprit
- Frank Ferrucci : inspecteur Nettles
- Tom McBeath : inspecteur Munson
- Ken Kramer : Dr. Browning
- Malcolm Stewart : Commandeur Carver
- Roger Allford : Garrett Lore
- Richard Yee : David Yung
- Brad Lore : un pompier
- John Tierney : Dr. Jacobs
- David Livingstone : le garde
- Guyle Frazier : l'officier

### Épisode 8:Coma
- États-Unis : 11 novembre 1994 sur FOX
- France : 29 septembre 1995 sur M6

- États-Unis : 15,3 millions de téléspectateurs (première diffusion)

- Mitch Pileggi : Walter Skinner
- Steven Williams : Monsieur X
- William B. Davis (VF: Jacques Brunet) : l'homme à la cigarette
- Melinda McGraw : Melissa Scully
- Sheila Larken : Margaret Scully
- Don S. Davis : William Scully
- Tegan Moss : Dana Scully, jeune
- Tom Braidwood : Melvin Frohike
- Bruce Harwood : John Fitzgerald Byers
- Dean Haglund : Richard Langly
- Jay Brazeau : Dr. Daly
- Nicola Cavendish : l'infirmière Owens
- Lorena Gale : l'infirmière Wilkins

### Épisode 9:Intraterrestres
- États-Unis : 18 novembre 1994 sur FOX
- France : 6 octobre 1995 sur M6

- États-Unis : 15,2 millions de téléspectateurs (première diffusion)

- Bradley Whitford : Dr. Daniel Trepkos
- Tuck Milligan : Dr. Adam Pierce
- Leland Orser : Jason Ludwig
- Shawnee Smith : Jesse O'Neill
- Hiro Kanagawa : Peter Tanaka
- David Lewis : Vosberg

### Épisode 10:Le Musée rouge
- États-Unis : 9 décembre 1994 sur FOX
- France : 13 octobre 1995 sur M6

- États-Unis : 16,1 millions de téléspectateurs (première diffusion)

- Gillian Barber : Beth Kane
- Bob Frazer : Gary Kane
- Robert Clothier : le vieil homme
- Elisabeth Rosen : Katie
- Cameron Labine : Rick
- Tony Sampson : Brad
- Paul Sand : Gerd Thomas
- Steve Eastin : le shérif Mazerosk
- Mark Rolston : Richard Odin
- Lindsey Ginter : l'homme aux cheveux coupés en brosse

### Épisode 11:Excelsis Dei
- États-Unis : 16 décembre 1994 sur FOX
- France : 20 octobre 1995 sur M6

- États-Unis : 14,2 millions de téléspectateurs (première diffusion)

- Frances Bay : Dorothy
- Teryl Rothery : Michelle Charters
- Eric Christmas : Stan Philips
- David Fresco : Hal Arsden
- Sab Shimono : Gung Bittuen
- Tasha Simms : Laura Kelly
- Sheila Moore : Mme Dawson
- Paul Jarrett : un veilleur de nuit
- Jon Cuthber : Tiernan
- Jerry Wasserman : Dr. Drago
- Ernie Prentice : Leo Kreutzer

### Épisode 12:Aubrey
- États-Unis : 6 janvier 1995 sur FOX
- France : 27 octobre 1995 sur M6

- États-Unis : 16,2 millions de téléspectateurs (première diffusion)

- Deborah Strang : l'inspecteur B. J. Morrow
- Morgan Woodward : Harry Cokely
- Terry O'Quinn : le lieutenant Brian Tillman
- Joy Coghill : Linda Thibedeaux
- Robyn Driscoll : l'inspecteur Joe Darnell
- Peter Fleming : un policier
- Sarah-Jane Redmond : la jeune mère
- Emanuel Hajek : Cokely, jeune

- Harry Cokely regarde un film noir et blanc avec Cary Grant en vedette.

### Épisode 13:Le Fétichiste
- États-Unis : 13 janvier 1995 sur FOX
- France : 3 novembre 1995 sur M6

- États-Unis : 14,7 millions de téléspectateurs (première diffusion)

- Nick Chinlund : Donald Addie Pfaster
- Bruce Weitz : l'agent Moe Bocks
- Christine Willes : Karen Kossef
- Glynis Davies : Ellen
- Kathleen Duborg : la prostituée
- Kiara Hunter : Ciara Hunter

### Épisode 14:La Main de l'enfer
- États-Unis : 27 janvier 1995 sur FOX
- France : 10 novembre 1995 sur M6

- États-Unis : 17,7 millions de téléspectateurs (première diffusion)

- Heather McComb : Shannon Ausbury
- Susan Blommaert : Phyllis Paddock
- Laura Harris : Andrea
- Travis MacDonald : Dave Duran
- Frank Czinege : Jerry Thomas
- Larry Musser : le shérif John Oakes
- Dan Butler : Jim Ausbury
- P. Lynn Johnson : Deborah Brown
- Doug Abrahams : Paul Vitaris
- Shaun Johnson : Pete Calcagni
- Michele Goodger : Barbara Ausbury

### Épisode 15:Mystère vaudou
- États-Unis : 3 février 1995 sur FOX
- France : 17 novembre 1995 sur M6

- États-Unis : 17,8 millions de téléspectateurs (première diffusion)

- Daniel Benzali : colonel Jacob Wharton
- Jamil Walker Smith : Chester Bonapart
- Matt Hill : Harry Dunham
- Callum Keith Rennie : le gardien du cimetière
- Bruce Young : Pierre Bauvais
- Steven Williams : Monsieur X
- Roger Cross : le soldat Kittel
- Kevin Conway : le soldat Jack McAlpin
- Katya Gardener : Robin McAlpin
- Peter Kelamis : le lieutenant Foyle

- L'histoire s'inspire un peu de la légende du Baron Samedi.

### Épisode 16:La Colonie,1repartie
- États-Unis : 10 février 1995 sur FOX
- France : 28 octobre 1995 sur M6

- États-Unis : 15,9 millions de téléspectateurs (première diffusion)

- Mitch Pileggi : Walter Skinner
- Peter Donat : William Mulder
- Rebecca Toolan : Teena Mulder
- Megan Leitch : Samantha Mulder
- Tom Butler : l'agent de la CIA Ambrose Chapel
- Brian Thompson : le chasseur de primes extra-terrestre
- Andrew Johnston : l'agent Weiss
- James Lead : le sergent Al Dixon
- Linden Banks : le révérend Sistrunk
- Olvier Becker : le 2e docteur
- Dana Gladestone : Dr. Landon Prince / Gregor Clone

- Mulder fait allusion à l'assassinat de John F. Kennedy.

### Épisode 17:La Colonie,2epartie
- États-Unis : 17 février 1995 sur FOX
- France : 28 octobre 1995 sur M6

- États-Unis : 17,5 millions de téléspectateurs (première diffusion)

- Mitch Pileggi : Walter Skinner
- Steven Williams : Monsieur X
- Peter Donat : William Mulder
- Megan Leitch : Samantha Mulder
- Olvier Becker - 2e Docteur (VF: Jean-Pierre Leroux)
- Brian Thompson - le chasseur de primes extra-terrestre
- Andrew Johnston - Agent Weiss (VF: Philippe Peythieu)
- Colin Cunningham : le lieutenant Terry Wilmer

- Plus de 140 tonnes de neige ont été transportées sur le plateau de tournage, puis réfrigérées en continu pendant 5 jours[4],[3].

### Épisode 18:Parole de singe
- États-Unis : 24 février 1995 sur FOX
- France : 24 novembre 1995 sur M6

- États-Unis : 16,5 millions de téléspectateurs (première diffusion)

- Jayne Atkinson - Willa Ambrose
- Lance Guest - Kyle Lang
- Jack Rader - Ed Meecham
- Tom Braidwood - Melvin Frohike
- Bruce Harwood - John Fitzgerald Byers

### Épisode 19:Le Vaisseau fantôme
- États-Unis : 10 mars 1995 sur FOX
- France : 1er décembre 1995 sur M6

- États-Unis : 17,1 millions de téléspectateurs (première diffusion)

- John Savage - Henry Trondheim
- Mar Anderson - Halverson
- Dmitry Chepovetsky - Lt. Harper
- David Cubitt - Cpt. Barclay
- Vladimir Kulich - Olafssen
- Claire Riley - Dr Laskos
- Stephen Dimopolous - Ionesco
- John Mcconnach - Le matelot
- BoB Metcalfe - L'infirmier
- Kelly Irving - Burke

- Le titre original renvoie au film Calme blanc.

### Épisode 20:Faux frères siamois
- États-Unis : 31 mars 1995 sur FOX
- France : 8 décembre 1995 sur M6

- États-Unis : 15,7 millions de téléspectateurs (première diffusion)

- Michael J. Anderson - Mr Nutt
- Alex Diakun - Conservateur
- The Enigma - L'énigme
- Wayne Grace - Shérif James Hamilton
- Vincent Schiavelli - Lanny

### Épisode 21:Les Calusari
- États-Unis : 14 avril 1995 sur FOX
- France : 15 décembre 1995 sur M6

- États-Unis : 12,9 millions de téléspectateurs (première diffusion)

- Joel Palmer - Charlie / Michael Holvey
- Lilyan Chauvin - Golda
- Helene Clarkson - Maggie Holvey
- Ric Reid - Steve Holvey
- Oliver et Jeremy Isaac Wildsmith - Teddy Holvey
- Christine Willes - Agent Kosseff
- Bill Dow - Dr Charles Burk
- Kay E. Kuter - Chef des Calusari
- Bill Croft - 2e Calusari
- Campbell Lane - 3e Calusari
- George Josef - 4e Calusari
- Jacqueline Dandeneau - Assistante sociale

### Épisode 22:Contamination
- États-Unis : 28 avril 1995 sur FOX
- France : 22 décembre 1995 sur M6

- États-Unis : 14 millions de téléspectateurs (première diffusion)

- Mitch Pileggi (VF: Jacques Albaret) : Directeur adjoint Walter Skinner
- William B. Davis (VF: Jacques Brunet) : L'homme à la cigarette
- Charles Martin Smith - Dr Osborne
- Dean Norris - Marshal Tapia
- John Pyper-Ferguson - Paul
- Angelo Vacco - Angelo Garza

### Épisode 23:Ombre mortelle
- États-Unis : 5 mai 1995 sur FOX
- France : 2 décembre 1995 sur M6

- États-Unis : 12,9 millions de téléspectateurs (première diffusion)

- Steven Williams : Monsieur X
- Tony Shalhoub - Dr Chester Ray Banton
- Kate Twa - Detective Ryan
- Nathaniel DeVeaux - Detective Barron (VF: Greg Germain)
- Kevin McNulty - Dr Davey
- Guyle Frazier - Barney
- Forbes Angus - Le scientifique du gouvernement
- Donna Yamamoto - L'infirmière de nuit
- Robert Rozen - Le docteur
- Steve Bacic - L'officier
- Graig Brunanski - Le garde sécurité

- Mulder et Scully font référence à Tooms, de l'épisode Compressions (première saison), en soupçonnant la climatisation.

- l'actrice jouant le détective Ryan joue également un rôle dans l'épisode "masculin-féminin" de la même saison.

### Épisode 24:Une petite ville tranquille
- États-Unis : 12 mai 1995 sur FOX
- France : 29 décembre 1995 sur M6

- États-Unis : 14,5 millions de téléspectateurs (première diffusion)

- Caroline Kava - Doris Kearns
- John Milford - Walter Chaco
- Gary Grubbs - Shérif Arens
- Timothy Webber - Jess Harold
- Gabrielle Miller - Paula Grey

### Épisode 25:Anasazi
- États-Unis : 19 mai 1995 sur FOX
- France : 5 janvier 1996 sur M6

- États-Unis : 16,6 millions de téléspectateurs (première diffusion)

- Mitch Pileggi (VF: Jacques Albaret) : Directeur adjoint Walter Skinner
- William B. Davis (VF: Jacques Brunet) : L'homme à la cigarette
- Nicholas Lea : Alex Krycek
- Peter Donat : William Mulder
- Floyd Westerman : Albert Hosteen
- Dakota House : Eric Hosteen
- Tom Braidwood : Melvin Frohike
- Bruce Harwood : John Fitzgerald Byers
- Dean Haglund : Richard Langly
- Renae Morriseau : Josephine Doane
- Paul McLean : l'agent Kautz
- Bernie Coulson : le cogiteur

- Plus de 6 000 litres de peinture rouge ont été nécessaires à la réalisation de cet épisode, qui prend place dans le Nouveau-Mexique[5].
- La popularité de la série décolle après le cliffhanger de cet épisode[6]. En effet, le buzz généré à la suite de sa diffusion fait du 1er épisode de la saison 3 un événement très attendu. C’est ainsi que le 22 septembre 1995, cet épisode réunit 19,90 millions de téléspectateurs.
- On peut apercevoir brièvement Chris Carter, lors d'une réunion entre Scully, Skinner, et d'autres responsables du FBI.
- La tagline change : Éí ’aaníígóó ’áhoot’é (« La vérité est ailleurs » en navajo[7]).